# Нічниця ставкова
{{#ifeq:0|0|{{#if:|{{#if:Myotisdasycneme|[[]}}|}}}}
Нічни́ця ставкова́, лилик ставковий (Myotis dasycneme Boie, 1825) — кажан, один з видів роду Нічниця (Myotis), відомий у складі фауни України.
Таксономічна характеристика. Один з 66 видів роду; один з 9 видів роду у фауні України.
Поширення. Зустрічається спорадично, переважно у Львівській, Київській, Полтавській та Харківській областях; у Закарпатській області було зареєстровано одну особину на прольоті (с. Сіль Великоберезнянського району, 8. IX. 1965 р.). Ареал охоплює смугу між 49 і 60 ° пн. широти від Франції, Голландії і Данії до Зх. Сибіру (долина Єнісею).
Місця перебування. Селиться поблизу стоячих водойм або рівнинних річок. В горах з'являється лише під час сезонних міграцій і зимівлі. Вдень ховається на горищах, зрідка — у дуплах дерев. Зимує в тріщинах і щілинах будівель або в печерах.
Чисельність. Відмічені окремі знахідки (з 40-х рр. 20 ст.), головним чином узимку.
Причини зміни чисельності. Зменшення кількості схованок, забруднення природного середовища.
Особливості біології. Перелітний вид, на Передкарпатті живе осіло. На місцях зимівлі — з вересня. Зимує звичайно поодинці, їжу добуває з настанням сутінок і перед світанком; політ сильний, повільний та рівний. Живиться переважно дрібними метеликами, жуками, одноденками та двокрилими, яких ловить над водою на висоті 5 — 20 см. Розмножується раз на рік. Самиця у 2-й пол. червня народжує одне маля. Вороги — сови.
Розмноження у неволі. Даних немає.
Заходи охорони. Занесено до Червоної книги України (1980, 1994, 2009) та Європейського Червоного списку (1991). Слід взяти під охорону місця можливого перебування виду.